# カハブ語
カハブ語（カハブご）は、オーストロネシア語族台湾諸語に属する言語である。漢字で噶哈巫語と表記される。台湾のカハブ族の言語である。台中市と南投県で話されている。現在は話者が減少しており、有志が過去の記録と資料を掘り起こし、高齢の話者を訪ね、取材し、カハブ語を学習し、現在若い世代で話せる話者も何名かいる。
カハブ族は、中華民国政府に原住民として認定されていないため、政府から母語や文化の復興等に関する予算や制度などの援助を受けていない。近年は、南投県埔里鎮などで、民族、語族を問わず、有志が協力し、祭りや織布、食文化などとともに、言語の復興運動も行われ、辞典も絵本も出版された。
2018年にカハブ語と台湾華語の両語で読ませ、Azem(カハブ族のお正月)について、絵本《azem pasaken lia！年到了！》が出版された。
埔里鎮にある小学校、忠孝国民小学と中峰国民小学の母語講座や中学校埔里国民中学の部活でもカハブ語の授業が行われている。

## カハブ語の数字/数え方
六進法で数える。
1：-ida　または　adang
2：dusa
3：tu'u
4：supat
5：xasep　または　rima
6：(5+1)　xasebuza
7：(5+2)　xasebidusa
8：(5+3)　xasebitu'u
9：(5+4)　xasebisupat
10：isit

## 日常会話
Isiw iak.
イシュウ　イヤク
意味：挨拶、お元気ですか。
Pakatahayak.
バカダハヤク
意味：ありがとう。ご迷惑をかけて。
Yaku ka Kaxabu a saw.
ヤク　カ　カハブ　ア　サウ
意味：私はカハブ人です。
Mausay chai isiw？
マウサイ　チァイ　イシュウ
意味：どこに行きますか？
Takani sumay.
ダカ二　スマイ
意味：食事しよう。
Tileket lia.
ティレケト　リャ
意味：ご馳走さまでした。
Axay a langat isiw? 
アハイ　ア　ランガト　イシュウ？
意味：お名前は？
Yaku ka Kunay.
ヤク　カ　クナイ
意味：私はクナイです。
Pakinakaw.
バキナカウ
意味：いってらっしゃい。
Ut'se.
ウト　セ
意味：頑張れ。